# Julio César la Cruz
Julio César la Cruz (n. 11 august 1989, Camagüey, Cuba) este un boxer ce a reprezentat Cuba, medaliat olimpic. A participat la 4 ediții ale Jocurilor Olimpice (2012, 2016, 2020, 2024) în care a câștigat două medalii de aur.